# Castillo de Birr

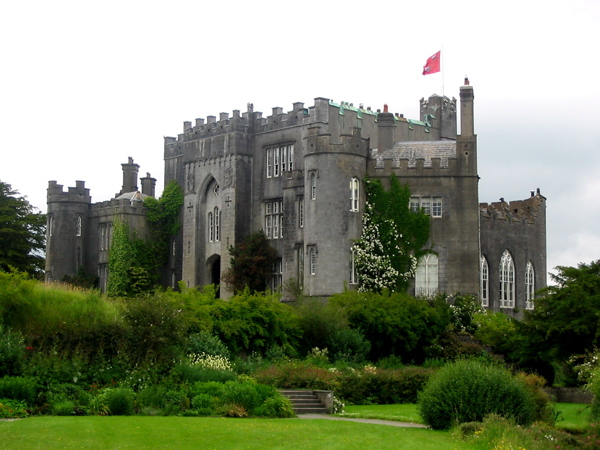
El castillo.

El Castillo de Birr (en irlandés: Caisleán Bhiorra) es un gran castillo, erigido en la localidad de Birr, en el Condado de Offaly (Irlanda). Es la residencia del VII Conde de Rosse y de su familia y, por ello, las zonas privadas del castillo no están abiertas al público, aunque los terrenos y jardines del dominio son de acceso público e incluyen una cafetería y un museo de ciencias, con un telescopio reflector que durante décadas fue el más grande del mundo y un radiotelescopio moderno.

## El "Gran Telescopio"
Una característica principal en los jardines del castillo es el "Gran Telescopio" o Leviatán del tercer Conde de Rosse, un telescopio astronómico con un reflector de 183 cm. Fue completado en 1845 y se usó durante varias décadas antes de que se hicieran las últimas observaciones en los primeros años de 1900. Su tamaño de récord no fue superado hasta la finalización del telescopio Hooker de 254 cm en 1917. Fue desmontado en 1914, pero ha sido restaurado y está abierto al público.

## El dominio

### Situación
La propiedad discurre al sur y al sudeste del centro de la ciudad de Birr. La entrada principal para el público se hace a través de un patio. No hay acceso público directo al castillo, que da a la heredad, con una puerta interna en un puente, sobre un foso seco que separa los alrededores interiores del castillo del parque más amplio. El patio de entrada contiene el Centro de Ciencias, la cafetería, la tienda y la entrada al jardín, mientras que la familia tiene una puerta de entrada privada ornamental, con una gran puerta de entrada contigua, ocupada por un miembro del personal, justo al norte.
El río principal de Birr, el río Camcor, penetra en la heredad cerca del castillo y continúa a través de un estanque para desembocar en el río Little Brosna, que a su vez marca la frontera entre los condados de Offaly y Tipperary, y fluye hacia el Shannon. La propiedad está abierta al público a cambio de una tarifa, pero existe una suscripción anual disponible para los "Amigos de Birr Castle Demesne".

### Centro histórico de ciencias de Irlanda
Los terrenos del castillo también albergan el Centro de Ciencias Históricas de Irlanda, un museo sobre la historia de la ciencia en Irlanda y sus contribuciones a la astronomía y la botánica. El museo se encuentra dentro de un patio en William Street. Sus exposiciones abordan temas de astronomía, ingeniería, fotografía, botánica...

### Parques y jardines
Dentro de los terrenos del castillo se halla el puente de hierro forjado más antiguo de Irlanda, que data de 1820.
Los jardines amurallados en el terreno cuentan con ejemplares de boj común que tienen más de 300 años. También cuentan, según El Libro Guinness de los récords, con el seto más alto del mundo.
En 2014, el álamo cano del castillo de Birr representó a Irlanda en el concurso que elige el mejor Árbol europeo del Año.

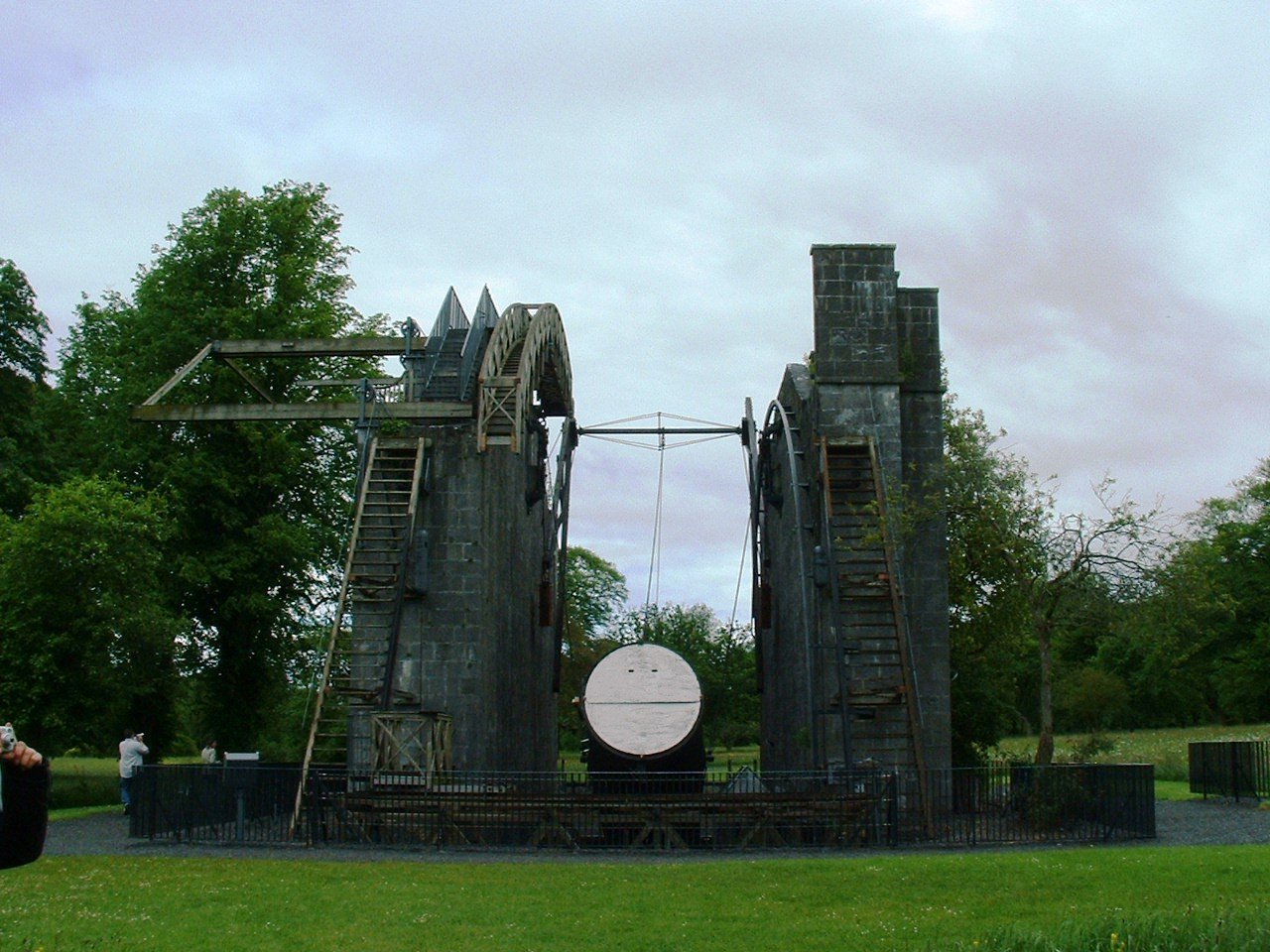
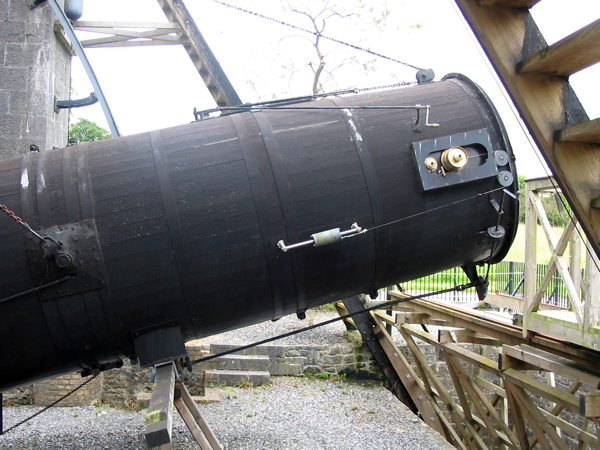